# Xanthophyllum affine
Xanthophyllum affine är en jungfrulinsväxtart som beskrevs av Pieter Willem Korthals och Friedrich Anton Wilhelm Miquel. Xanthophyllum affine ingår i släktet Xanthophyllum och familjen jungfrulinsväxter. Inga underarter finns listade i Catalogue of Life.